# Zwingle
Zwingle é uma cidade localizada no estado americano de Iowa, no Condado de Dubuque e Condado de Jackson.

## Demografia
Segundo o censo americano de 2000, a sua população era de 100 habitantes.
Em 2006, foi estimada uma população de 111, um aumento de 11 (11.0%).

## Geografia
De acordo com o United States Census Bureau tem uma área de
0,4 km², dos quais 0,4 km² cobertos por terra e 0,0 km² cobertos por água. Zwingle localiza-se a aproximadamente 324 m acima do nível do mar.

## Localidades na vizinhança
O diagrama seguinte representa as localidades num raio de 24 km ao redor de Zwingle.